# Pikati
Koordinaten: 59° 2′ N, 26° 59′ O
Pikati ist ein Dorf (estnisch küla) in der Landgemeinde Alutaguse (bis 2017 Tudulinna). Es liegt im Kreis Ida-Viru (Ost-Wierland) im Nordosten Estlands.
Das Dorf hat 38 Einwohner (Stand 1. Januar 2011).